# پنتافلوئورید آنیموان
پنتافلوئورید آنیموان (به انگلیسی: Antimony pentafluoride) با فرمول شیمیایی SbF5 یک ترکیب شیمیایی است. که جرم مولی آن 216.74 g/mol می‌باشد. شکل ظاهری این ترکیب، مایع روغنی بی‌رنگ است.